# Leukippos
För den mytologiske kungen Leukippos, se Leukippos (mytologi).
Leukippos (troligen) från Miletos, var en grekisk filosof, född 480 f.Kr. Han var grundare av filosofiskolan atomisterna i södra nuvarande Italien, även om det var hans elev Demokritos som kom att utveckla och sprida atomteorin och som därför ofta tillskrivs äran. Även Aristoteles citerar Leukippos.
Enligt Leukippos finns endast atomer och tomrum. Han menade att allt synligt består av atomer, små bitar av materia, osynliga för människan. De är stabila, oföränderliga och oförstörbara och har olika geometriska former, vilket förklarar deras förmåga att bilda allt i världen. Leukippos ansåg också att atomerna ständigt befinner sig i rörelse.
Upphovsmannen till den kemiska atomläran, John Dalton, valde till slut namnet atom på de minsta beståndsdelarna för att hedra Leukippos när han 1803 presenterade atomläran för Manchesters litterära och filosofiska sällskap.
Asteroiden 5950 Leukippos är uppkallad efter honom.